# Dolors Bramon i Planes
Dolors Bramon i Planes (català: Maria Dolors Bramon Planas)  (Banyoles, 31 de desembre de 1943) és una filòloga, historiadora i professora universitària catalana.
Doctora en Filosofia i Lletres (secció de filologia semítica) i en geografia i història per la Universitat de Barcelona, és professora titular del Departament de Filologia Semítica (secció d'estudis àrabs i islàmics) de la Universitat de Barcelona. Treballa en els camps de les minories religioses a la Corona d'Aragó i del passat islàmic de les terres catalanoparlants des del punt de vista històric i filològic. Ha treballat també en el que fa referència a la geografia araboislàmica.
És membre de l'Associació d'Escriptors en Llengua Catalana (AELC), de la Societat Catalana d'Estudis Hebraics, de l'Institut d'Estudis Catalans des del 2012, del Groupe international d'étude et de réflexion sur les femmes en Islam (GIERFI) i del Foro de Investigación sobre el Mundo Árabe y Musulmán (FIMAM), entre altres institucions. És presidenta de l'associació World University Service of the Mediterranean (WUSMED).
El 2023, va ser condecorada pel Govern de Catalunya amb la Creu de Sant Jordi.

## Obres
- Raons d'identitat del País Valencià. Pèls i senyals, Premi Joan Fuster d'assaig en els Premis Octubre del 1976
- El mundo en el siglo XII. Estudio de la versión castellana de una geografía universal: El Tratado d'al-Zuhrî, Ed. Ausa, Sabadell, 1991.

- El passat arabomusulmà a Catalunya: Ni tan lluny, ni tan a prop, ni tan aliè (1992) a Revista de Catalunya
- Contra moros i jueus: Formació i estratègia d'unes discriminacions al País Valencià, Premi Joan Fuster d'assaig en els Premis Octubre del 1981
- 3 d'abril de 801: la conquesta cristiana de Barcelona (2001) a L'Avenç.
- Una introducción al islam: religión, historia y cultura, Crítica, Barcelona (2002), (2ª ed. 2009).
- De quan érem o no musulmans. Textos del 713 al 1010 (continuació de l'obra de J.M. Millàs i Vallicrosa) (2000). ISBN 84-7602-450-9.
- Mots remots. Setze estudis d'història i de toponímia catalana, CCG edicions, Girona (2002)
- “Un arabisme català a reivindicar: l'enjaneta dels castells humans”, dins Sacrum Arabo-Semiticum. Homenaje al profesor Federico Corriente, Instituto de Estudios Islámicos y del Oriente Próximo, Zaragoza 2005, 129-135.

- “S.r.tâniyya, ‘Terra dels ceretans' a les fonts àrabs”, dins Medievalis Historiae Pyrenaica, UNED-Diputació de Girona, 2005, 133-149.

- “Els manlleus de l'àrab”, dins Espais terminològics 2007. Neologia terminològica: el tractament dels manlleus, Eumo Editorial, Barcelona 2008, 63-75.

- “Alandalús y la historiografía de Cataluña”, dins Al-Andalus/España. Historiografías en contraste, Casa de Velázquez, Madrid 2009, 147-161.

- “La musulmanització d'Hispània: un procés migratori d'homes i d'idees al segle VIII”, dins Els processos migratoris a les terres de parla catalana, Publicacions Universitat de València - Publicacions i Edicions de la Universitat de Barcelona, Barcelona 2010, 17-27

- “El concepte de 'gihad', un dels més controvertits de l'islam”, dins Balaguer, 1105. Cruïlla de civilitzacions, Pagès editors, Lleida 2007, 87-98.

- “Epílogo: Reflexiones en torno a Europa y el Mediterráneo musulmán', dins Europa y el Mediterráneo musulmán. Dinámicas de encuentro y desencuentro, Ediciones Altazor, Viña del Mar (Chile), 2010, 245-255.

- Ser dona i musulmana. Ed. Cruïlla i Fundació Joan Maragall, Barcelona, (2007). (2a edició 2009)
- Ser mujer y musulmana. Ed. Bellaterra, Barcelona (2009) [Traducció al castellà].
- En torno al islam y las musulmanas. Ed. Bellaterra, Barcelona (2010).
- Reivindicació catalana de l'obra d'al Idrisi, IEC, Barcelona (2012)
- Moros, jueus i cristians en terra catalana. Memòria del nostre passat, Pagès, Lleida (2013).
- L'islam avui. Alguns aspectes controvertits, Fragmenta Editorial, Barcelona (2016). ISBN 978-84-15518-44-0
- El islam político, Catarata, Barcelona (2017). ISBN 9788490973042
- El islam hoy. Algunos aspectos controvertidos, Fragmenta Editorial, Barcelona (2019) [Traducció al castellà]. ISBN 978-84-17796-10-5
- Professora d'islam. Converses amb Ignasi Moreta, Fragmenta Editorial, Barcelona (2023), ISBN 978-84-17796-88-4